# Riksdagen 1655
Riksdagen år 1655 var en svensk ståndsriksdag och ett led i genomförandet av det karolinska enväldet, vars viktiga punkter var bland annat de ofrälses krav på reduktion. Sedan riksdagen år 1650 hade dessa krav fortfarande inte tystnat. Karl X Gustav gick dem år 1655 tillmötes genom beslutet att alla omistliga gods, dvs. de som var oumbärliga för hovet, krigsmakten och bergsverken, samt fjärdedelen av de donationer adeln fått av Gustav II Adolf skulle dras tillbaka till kronan. (Det sistnämnda gav denna reduktion namnet fjärdepartsräfsten).
Efter någon tid avbröts denna reduktion, och den blev aldrig helt genomförd.